# Leonard Krasulski

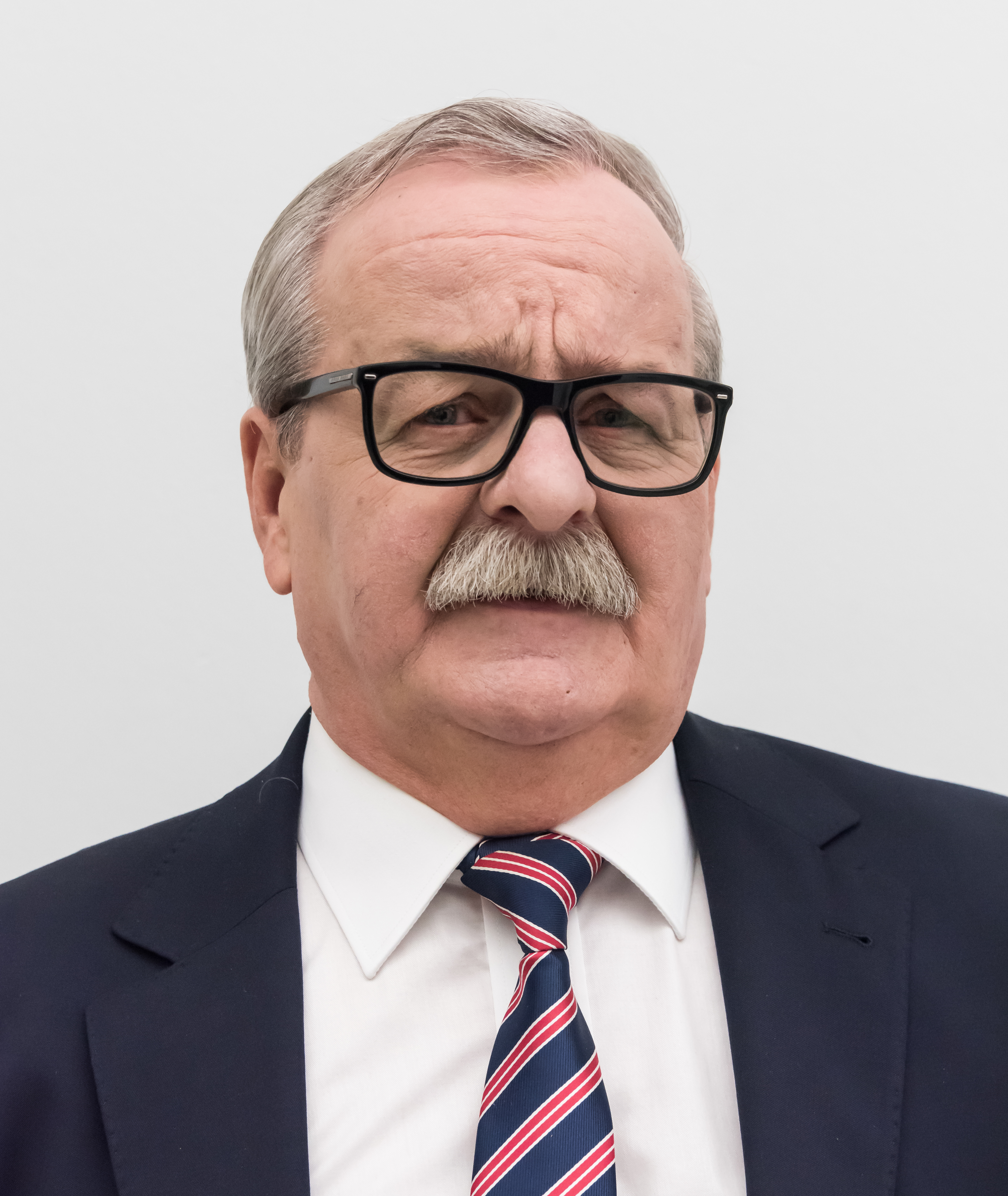
Leonard Krasulski (2019)

Leonard Seweryn Krasulski (* 8. Februar 1950 in Sopot) ist ein polnischer Politiker und seit 2005 Abgeordneter des Sejm in der V. und VI. Wahlperiode.
Er hat die allgemeine Hochschulreife und war bis 2005 Angestellter der Brauerei Grupa Żywiec SA.
In den 80er Jahren trat er der oppositionellen Gewerkschaft Solidarność. 1982 wurde er für oppositionelle Tätigkeit zu einer Freiheitsstrafe verurteilt. Er war einer der Gründer der katholisch-rechtskonservativen Porozumienie Centrum (Zentrums-Übereinkunft – PC) sowie der Prawo i Sprawiedliwość (Recht und Gerechtigkeit – PiS), er leitet die Regionalgremien dieser Partei in Elbląg. 1989 organisierte er den Senats-Wahlkampf von Jarosław Kaczyński in der Woiwodschaft Elbląg.
2005 wurde er wegen Fahrens eines Kfz im betrunkenen Zustand (er hatte 0,58 mg Alkohol im Blut) zu einer Geldstrafe und Entzug der Fahrerlaubnis verurteilt. Das Urteil war der Leitung der PiS vor den Parlamentswahlen 2005 bekannt, jedoch wurden durch die Partei keine Konsequenzen gezogen.
Im selben Jahr wurde er über die Liste der PiS für den Wahlkreis Elbląg in den Sejm gewählt. Bei den Parlamentswahlen 2007 errang er mit 17.184 Stimmen erneut ein Abgeordnetenmandat für die PiS. Er ist Mitglied der Sejmkommission für Wirtschaft sowie für Kommunale Selbstverwaltung.